# Gazette de Liége
La Gazette de Liége,  est un quotidien régional belge créé en 1840 par Joseph Demarteau, et vendu dans la province de Liège. Elle aura pour directeurs successifs ses fils, petit-fils et arrière-petit-fils, portant tous le même prénom. Elle devient à partir de 1966 l’édition locale liégeoise de La Libre Belgique.
Georges Simenon y publie ses premiers écrits à partir de 1919.
Sous l'Ancien Régime, il y avait déjà eu d'autres journaux parus sous le même nom, notamment édités par les imprimeurs Desoer.
En janvier 2022, le groupe IPM, propriétaire du quotidien, annonce sa suppression, les pages régionales des différentes éditions locales de La Libre étant rassemblées.

## Ligne éditoriale
La Gazette de Liége se positionne au centre-droit de l’échiquier politique. Elle est proche du Parti catholique puis du Parti social-chrétien.